# Alter St.-Georgs-Platz

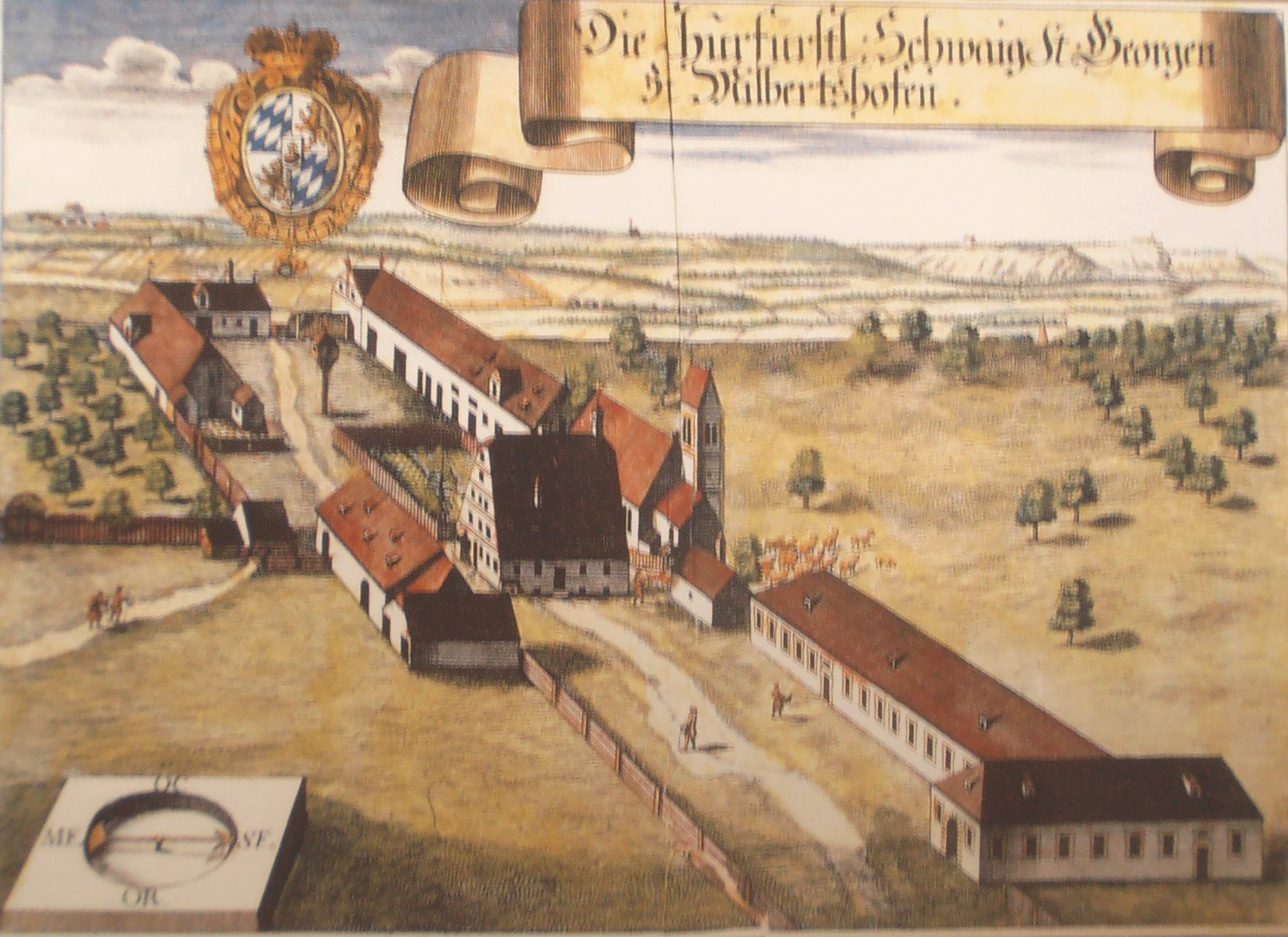
Milbertshofen 1701

Der Alte St.-Georgs-Platz ist ein Platz im Münchner Stadtteil Milbertshofen-Am Hart.

## Beschreibung
Der Alte St.-Georgs-Platz liegt zwischen der Moosacher Straße und Motorstraße und ist das historische Zentrum von Milbertshofen. Er wurde 1913 benannt nach der 1510 an diesem Platz Nr. 6 erbauten alten Pfarrkirche St. Georg (D-1-62-000-224). Am Platz befinden sich mit den zwei historischen Wohnhäusern (Nr. 4: zweigeschossiger freistehender Satteldachbau, wohl erste Hälfte 19. Jahrhundert (D-1-62-000-222) und Nr. 5: zweigeschossiger freistehender Satteldachbau, um 1850 (D-1-62-000-223)) weitere Baudenkmäler. Siehe auch: Liste der Baudenkmäler in Milbertshofen.
Im Gebäude am Alten St.-Georgs-Platz 4 befand sich früher eine Wirtschaft; schließlich war es bis Juli 2018 das Stadtteilzentrum Milbertshofen des gemeinnützigen Vereins Stadtteilarbeit. Ende 2018 fanden Sanierungsarbeiten statt. Das Kommunalreferat lehnte jedoch Pläne zur Einrichtung eines Stadtteilmuseums mit der Begründung ab, dass der Aufwand für die dazu erforderliche umfangreiche Restaurierung zu teuer sei.

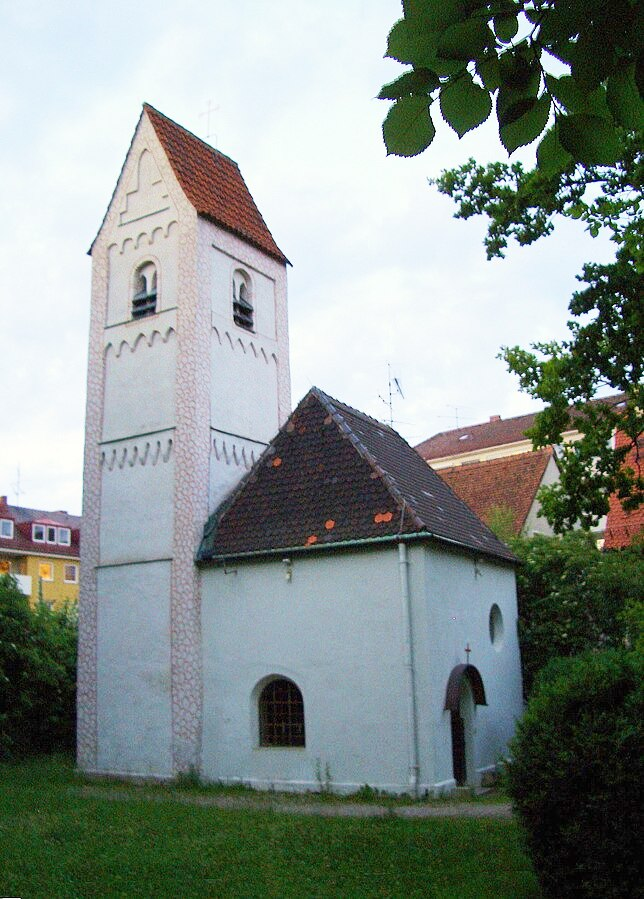
Alte St. Georgs-Kirche
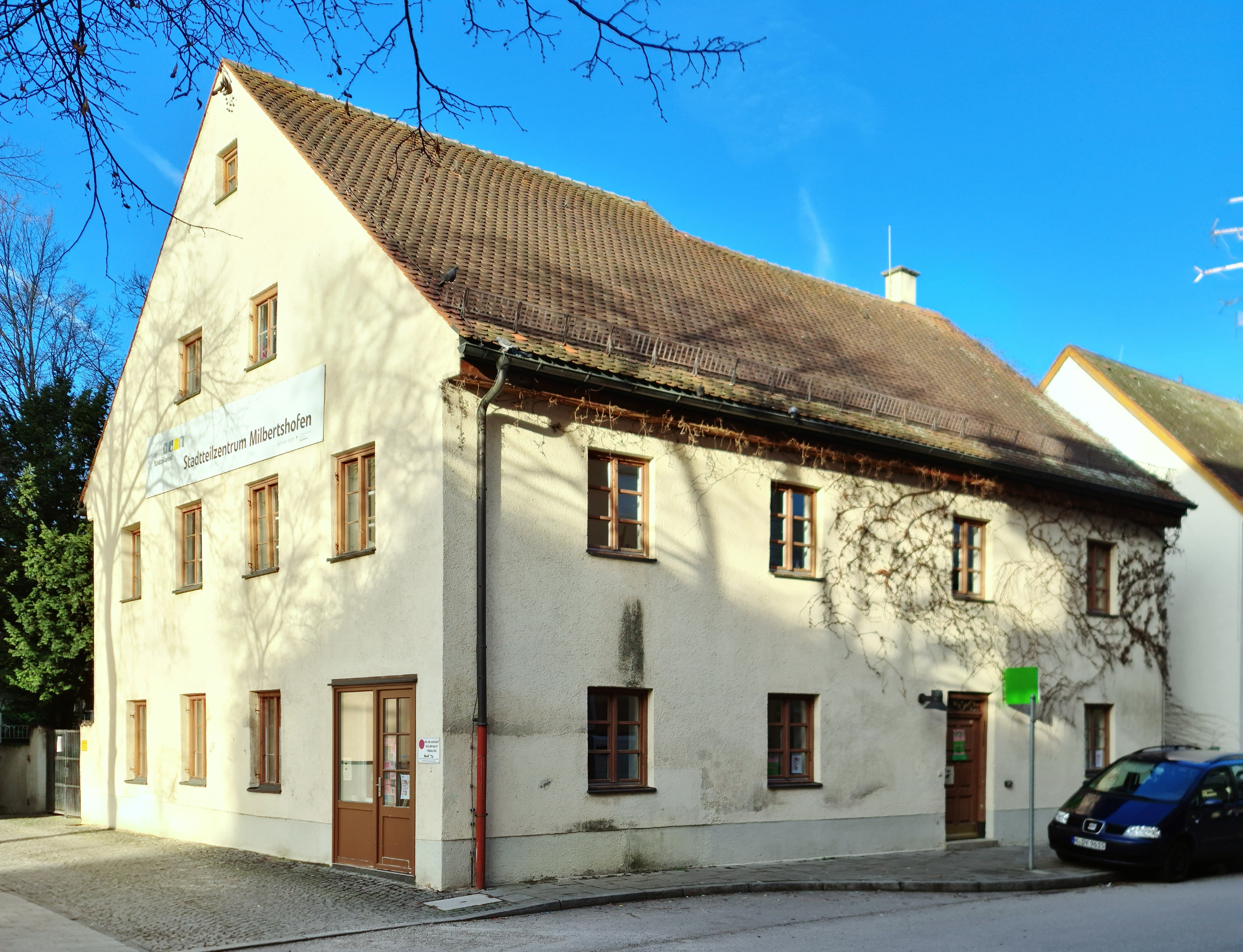
Nr. 4: zweigeschossiger freistehender Satteldachbau, wohl erste Hälfte 19. Jahrhundert
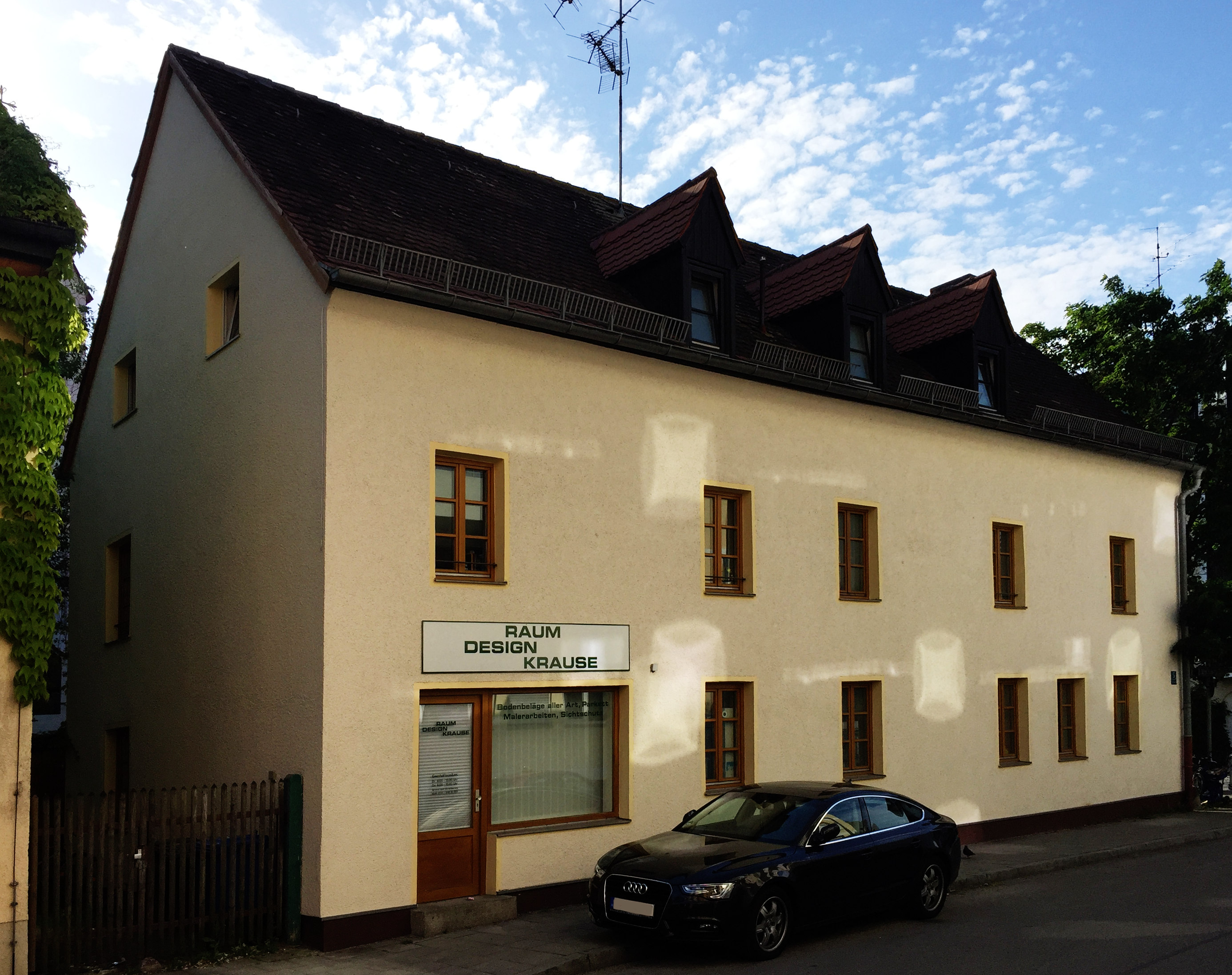
Nr. 5: zweigeschossiger freistehender Satteldachbau, um 1850